# Famille Masson (Terrebonne)
Pour les articles homonymes, voir Masson.
Cette page explique l’histoire ou répertorie les différents membres de la famille Masson de Terrebonne.
La famille Masson, parfois appelée Masson de Terrebonne, est une famille d'hommes d'affaires et d'hommes politiques canadiens français.

## Principales personnalités de cette famille
Les principales personnalités de cette famille sont, par ordre chronologique de naissance :
- Gilles Masson (1630-1716), chef de pionniers en Nouvelle-France, seigneur auto-proclamé ;
- Joseph Masson (1791-1847), homme d'affaires, seigneur de Terrebonne, millionnaire, conseiller législatif, président de sociétés, membre du Panthéon des hommes d'affaires canadiens, descendant de Gilles Masson ;
- Sophie Masson (1798-1883), « seigneuresse » de Terrebonne, industrielle, mécène et philanthrope ;
- Édouard Masson (1826-1875), homme d'affaires, conseiller législatif, pionnier, fondateur de ville, fils de Josep et Sophie Masson ;
- Rodrigue Masson (1833-1903), homme politique canadien, avocat, député fédéral, sénateur, ministre de la Défense, président du Conseil Privé de la Reine, lieutenant-gouverneur du Québec, fils de Joseph et Sophie Masson et frère d'Édouard.
- Jean-Pierre Masson (1918-1995), acteur et animateur québécois, descendant d'un cousin germain de Joseph Masson.

## Arbre
Voici l'arbre généalogique simplifié :
- Pierre Masson ép. Françoise Gendreneau ; ils sont de Notre-Dame de Longeville dans le diocèse de Luçon en Poitou.
  - Gilles Masson (+1715), pionnier en Nouvelle-France, dit seigneur de la Côte et seigneurie de Saint-Pierre, ép. à Québec en 1668 Marie-Jeanne Gauthier.
    - Jean-François Masson (né en 1669)
    - Gilles Masson (né en 1672)
    - Pierre Masson dit Dutremblay (1673-1745), ép. à La Pérade en 1698 Catherine François
      - Gilles dit Pierre Masson (né en 1700) ép. 1°) à Varennes en 1721 Marguerite Geoffrion ; 2°) à la Pointe-aux-Trembles en 1723 Catherine Forand ; 3°) à Saint-François en 1727 Marie-Françoise Brouillet.
        - (du 2e lit) Pierre Masson (né en 1725)
        - (du 3e lit) Marie-Françoise Masson (née en 1728)

      - Marie-Catherine Masson (née en 1702)
      - Louis Masson (né en 1708)
      - Marie-Jeanne Masson (née en 1710), ép. en 1728 Joseph Colin.
      - Marie-Anne Masson (née en 1715)
      - Joseph Masson (né en 1720)

    - Louis Masson (1675-1750), ép. à La Pérade en 1703 Catherine Richard.
      - Marie dite Marguerite Masson (née en 1704), ép. en 1723 Guilaume Gauthier.
      - Marie-Jeanne dite Marie-Anne Masson (née en 1707), ép. en 1729 Guillaume Guyon.
      - Marie-Josèphe (née en 1709), ép. en 1727 Jacques Lévesque.
      - Marie-Madeleine Masson (née en 1716)
      - Louis Masson (né en 1721)
      - Joseph Masson (né en 1725)

    - Joseph Masson (né en 1676), ép. en 1698 Thérèse Lefrançois.
      - Joseph Masson (né en 1710), ép. à Sainte-Rose en 1752 Marie-Louise Maisonneuve.
        - Marie-Louise Masson (née en 1752)
        - Joseph Masson (né en 1754)
        - Marie-Amable Masson (née en 1756)
        - Pierre-François Masson (né en 1757), ép. à Saint-Eustache en 1785 Catherine Hussereau (ancêtres de Jean-Pierre Masson).
        - Reine Masson (née en 1758)
        - Antoine Masson, menuisier, ép. à Saint-Eustache en 1785 Suzanne Payfer (nièce du député Joseph Éthier)
          - Catherine Masson
          - deux autres filles
          - Joseph Masson (1791-1835), seigneur de Terrebonne, conseiller législatif du Québec, président de sociétés ; ép. à Laprairie en 1818 Marie Geneviève Sophie Raymond Masson (+1882, fille du député Jean-Baptiste Raymond).
            - Joseph-Wilfrid-Antoine-Raymond (Wilfrid) Masson (né en 1819), homme d'affaires ; ép. à Montréal en 1847 Anne-Caroline McKenzie.
            - Marie-Adélaïde-Elodie Masson (née en 1824)
            - Isidore-Édouard-Candide Masson (1826-1875), homme d'affaires, conseiller législatif, fondateur de Sainte-Marguerite-du-Lac-Masson ; ép. en 1848 Marie-Josephte-Caroline Dumas.
              - Antoine-Joseph-Edouard Masson (né en 1851)
              - Marie-Eugène-Arthur Masson (1853-1872)
              - Anne-Rodrigue-Louis-de-Gonzague-René Masson (né en 1862)

            - Jean-Paul-Romuald Masson (né en 1832)
            - Louis-François-Rodrigue Masson (1833-1903), député fédéral, sénateur, ministre de la Défense, président du Conseil privé de la Reine pour le Canada, lieutenant-gouverneur du Québec ; ép. 1°) à Terrebonne en 1856 Louise-Rachel McKenzie ; 2°) à Québec en 1883 Cecile Burroughs.
              - Cécile Masson, ép. Emmanuel Berchmans Devlin (1872-1921), député fédéral, membre du Conseil privé de la Reine pour le Canada.
              - douze autres enfants.

            - Charles-Germain-Henri Masson (né en 1836)
            - Louis-Hugues-Robertson Masson (né en 1838)
            - Marie-Sophie-Catherine-Aselma Masson (1840-1923), ép. J.-B.-Léon Douvreleur (1832-1904).

        - Jean-Baptiste Masson (né en 1762)

## Noms en toponymie
De nombreux noms de lieux portent le nom de la famille Masson ou de ses membres : 
- Le « lac Masson » et la ville de « Sainte-Marguerite-du-Lac-Masson » portent le nom d'Édouard Masson.
- « Masson-Angers », nommée en hommage à Rodrigue Masson et à Angers.
- La « circonscription Masson » est une circonscription électorale québécoise, ainsi nommée en souvenir de Joseph Masson et de ses fils.
- À Montréal, l'« avenue Masson », la « rue Masson », la « promenade Masson » portent le nom de Joseph Masson.
- À Terrebonne, la « montée Masson » porte aussi son nom.
- Le « pont Sophie-Masson », qui relie Laval à Terrebonne, porte le nom de Sophie Masson, veuve de Joseph Masson.
- Le « parc Sophie-Masson », à Terrebonne, porte aussi le nom de Sophie Masson.
- Saint-Pierre-les-Becquets s'appellerait ainsi du nom de Pierre Masson, fils de Gilles Masson[1].